# المؤمن الصادق
المؤمن الصادق (بالإنجليزية: The True Believer)‏ كتاب ينتمي للعلم النفس الاجتماعي تصنيفًا، أما تاريخًا فهو ينتمي للعام 1951م، حيث نشر للمرة الأولى في الولايات المتحدة الأمريكية. والكتاب من تأليف اريك هوفر وقام بترجمة الكتاب غازي القصيبي

## تفاصيل الكتاب
يناقش المؤلف الأمريكي إيريك هوفر، موضوع الفرد الذي ينتمي إلى الجماعات الجماهيرية، حيث يغدو هو وحدتها البنائية الأولى، يناقش كذلك أسباب الانجذاب للحركات الجماهيرية (القسم الأول: جاذبية الحركات الجماهيرية)، ومن هم المرشحون للانتماء إليها من أفراد المجتمع (القسم الثاني: الأتباع المتوقعون)، وإلى أي حدٍ يصل هذا الانتماء (القسم الثالث: العمل الجماعي والتضحية بالنفس)، وفي النهاية، رأيُ المؤلف في طبيعة الحركات الجماهيرية ومصيرها وتصنيفها (القسم الرابع: البداية والنهاية).
على خلاف العالم الفرنسي الكبير غوستاف لو بون في كتابه “سيكولوجية الجماهير”، فإن إيريك هوفر يرى أن الحركات الجماهيرية هي مجرد تطور طبيعي، وأنها هي أصلاً قد تتطور إلى مرحلة متقدمة، باتجاه “المأسسة”، لكن قبل ذلك يتفق إيريك هوفر مع غوستاف لو بون في إلصاق كل الصفات السيئة والمحبطة في أتباع الحركات الجماهيرية وقادتها.
يُلاحظ في الهوامش كثرة اعتماد المؤلف على كتابات الأديب الروسي “فيدور دويستو فسكي”، كما أنه كثير الاستشهاد بكتابات المستشرق الفرنسي “إرنست رينان” والمؤرخ الفرنسي “الكسيس دو توكفيل”.
يتفق إيريك هوفر مع بعض آراء غوستاف لو بون التي أوردها في كتابه “سيكولوجية الجماهير” الصادر للمرة الأولى عام 1895م، لكن هوفر لا يشير إلى ذلك ولا حتى في هوامشه، كما غابت من صفحات كتابه أية اقتباسات أو إحالات لكتب عالم النفس الشهير سيجموند فرويد، ذائع الصيت حينذاك، بالمقابل امتلأت صفحات الكتاب باقتباسات من كتابات المؤرخين والسياسيين والاجتماعيين، ويعتمد هوفر في تحليلاته على استقراءات للأحداث التاريخية، وتحليلات نفسية، بعيدًا عن الدراسات الأكاديمية الموثقة.
ورغم هجوم المؤلف على الحركتين النازية والشيوعية، وسخريته منهما، ونقده للجرائم التي ارتكبتها الحركتان، إلا أنه تغافل عن انتقاد الحركة الصهيونية، رغم معاصرته لها، بل ظهرت له مقالة في العام 1968م، مدافعًا فيها بصراحة عن سياسات الاستيطان الصهيوني، ورافضًا كل الاحتجاجات الدولية التي تدافع عن اللاجئين الفلسطينيين.
رغم أن الكتاب تم تأليفة في الخمسينيات من القرن المنصرم إلا أنه يجيب على العديد من التساؤلات الهامة بطبيعة الحركات الثورية بمختلف أنواعها: الدينية، والقومية، واليسارية... بل وتعطي إجابات واضحة حول سبب انتماء الشباب للحركات المختلفة وأسباب تركهم لها، حتى الإسلامية منها.
ويمكننا الاستفادة من هذا الكتاب لمعرفة طريقة تفكير أنفسنا خصومنا، بل وكيفية قيادة الجموع البشرية في الثورات الشعبية القائمة في العالم العربي وكيفية تحريكها.
كلما تقدمت في قرآءة الكتاب عرفت قيمته العالية وأهميته العظيمة، لهذا فقد أخذ مني الكتاب ساعات طويلة من التحليل والتلخيص ومحاولة الوقوف عند فهم واسع وعميق للكتاب. وها أنا ذا أعرضه في هذه الصفحات ملخصا بأهم ما قاله الكاتب مجتهدا أن أنقل الصورة كما هي غير أنه من الأهمية بمكان ذكر مقولة أرسطو الشهيرة «إننا لانرى العالم كما هو.. بل كما نحن» لهذا يبقى الجهد وإن كمل ناقصاً، كما أني اجتهدت أن لا أضع رأيي الشخصي إلا في حالات نادرة جدا.

## عامل تحميل في أرصفة الميناء
شد انتباهي أول مسكي للكتاب أن كاتبه إيريك هوفر إنسان عصامي علم نفسه بنفسه.. وبنى أفكاره على قرآءاته الكثيرة.. وبعد الهجوم على «بيرل هاربر» عمل على أرصفة الشحن والتفريغ في سان فرانسيسكو مدة ربع قرن!! كتب خلالها أكثر من 10 كتب!! كما عمل من قبل في الزراعة واستخرج الذهب!! فهل لنا في هذا العامل الأجير درس وعبرة.. هانحن نذكره
ونقرأ كتبه ويترجمها واحد من أكبر المسؤولين في الوطن العربي.. في حين يموت عشرات من أصحاب الدراسات العليا ولا يذكرهم أحد منا!!

## العقل المحبط
في البداية الكتاب يورد جملة للعالم الرياضي الشهير «بليز باسكال» الفرنسي يقول فيها: (يود الإنسان أن يكون عظيما ويرى أنه صغير، ويود أن يكون سعيدا ويرى أنه شقي، ويود أن يكون موضع الحب والتقدير من الناس، ويرى أخطآءه لاتجلب له سوى كراهيتهم واحتقارهم.. إن الحرج الذي يقع فيه نتيجة هذا التناقض يولد لديه أسوأ النزاعات الإجرامية التي يمكن تخيلها، ذلك أنه يبدأ في كره الحقيقة التي تدينه وتريه عيبه).
يذكر الدكتور غازي القصيبي أنه بحث كثيرا في ظاهرة الإرهاب.. وتمنى أن يجد كتاب يضيء مافي داخل عقل الإرهابي كي يرى واضحا ما يحوي بداخله.. وكان هذا الكتاب كالمصباح الذي أرشده لضالته.. ثم يشير إلى أن الكتاب يتكلم عن ظاهرة التطرف... والإرهاب وليد التطرف..
تبدأ معادلة الكاتب إيريك هوفر بأمر بسيط لكنه مقنع.. حيث تبدأ المعادلة بـ «العقل المحبط» يرى المحبط العيب في كل ما يحيط فيه وينقل كل مشكلاته إلى عالمه المحيط وفساده الكبير ثم يتوق للتخلص من نفسه المحبطة وصهرها في كيان نقي جديد.. ثم «الجماعة الثورية الريديكالية» التي تستغل إحباط الفرد وتجعل من نفسها البديل الذي يستغل كراهية الفرد وإحباطه وحقده وهنا يحدث التقاء بين عقلية الفرد المحبط وبين عقلية القائد الإجرامي المنظم.. ثم ينشأ «التطرف»... ومن التطرف ينشأ الإرهاب..
الفرضية الأساسية التي وضعها المؤلف هي: أن المحبطين يشكلون غالبية الأعضاء الجددللجماعات للجماعات والحركات الجماهيرية، ويفترض أنهم ينضمون بإرادتهم لهذهالجماعات... ويفترض أمرين أساسين تبعا للفرضية الأساسية
أولا: أن الأحباط في حد ذاته يكفي لتوليد معظم خصائص المؤمن الصادق...
ثانياً: أن الأسلوب الفاعل في استقطاب الأتباع للحركات يعتمد أساسا على تشجيع النزاعات والاتجاهات التي تملأ عقل المحبط.

## الهامش
يعد إيريك هوفر (1902- 1983) فيلسوف أمريكي متخصص بعلم الاجتماع. تم الاعتراف على نطاق واسع بكتابه الأول، وهو المؤمن الصادق، الذي نشر في 1951، وتلقى إشادة من النقاد على حد سواء من العلماء والناس العاديين، على الرغم من هوفر يعتقد أن كتابه محنة التغيير كان أفضل أعماله. وفي 2001، أنشئت جائزة إريك هوفر تكريما له مع الإذن الممنوح من مؤسسة إريك هوفر. ولد في نيويورك من والدين يتحدران من من منطقة الألزاس شرق فرنسا على حدود ألمانيا، ووالده كان نجاراً يصنع الأثاث الفاخر، نظراً لأصله فقد نشأ وهو يستطيع القراءة بالإنجليزية والألمانية، ونشأ قارئاً شرهاً جداً. عندما كبر عمل في وظائف غريبة كثيرة: بائعاً للبرتقال، وحاول الالتحاق بالعسكرية، عمل أيضا كعامل تحميل على الميناء يفرغ السفن من البضائع. ذاع صيت كتابه الذي تناولته بالتدوينة عندما استشهد به الرئيس الأمريكي دوايت آيزنهاور في التلفزيون.

## فهرس الكتاب

### القسم الأول: جاذبية الحركات الجماهيرية
- 1. الرغبة في التغيير.
- 2. الرغبة في بدائل.
- 3.التبادلية بين الحركات الجماهيرية.

### القسم الثاني: الأتباع المتوقعون
- 4. دور المنبوذين في الشؤون الإنسانية.
- 5. الفقراء
- محدثوا الفقر
- الفقراء فقرا مدقعا
- الفقراء الأحرار
- الفقراء المبدعون
- الفقراء المترابطون
- 6. العاجزون عن التأقلم.
- 7. الأنانيون أنانية مفرطة.
- 8. الطموحون الذين يواجهون فرصا غير محدودة.
- 9. الأقليات.
- 10. الملولون.
- 11. مرتكبوا المعاصي.

### القسم الثالث: العمل الجماعي والتضحية بالنفس
- 12. مقدمة.
- 13. عوامل تشجع على التضحية بالنفس.
- التماهي مع المجموع
- الخيال
- احتقار الحاضر
- الأشياء التي لم تكن
- العقيدة
- التطرف
- الحركة الجماهيرية والجيوش
- 14. العوامل التي تشجع على العمل الجماعي.
- الكراهية
- التقليد
- الإقناع والقمع
- من أين تأتي الرغبة في التبشير
- القيادة
- العمل
- الشك
- نتائج العمل الجماعي

### القسم الرابع: البداية والنهاية
- 15. رجال الكلمة.
- 16. المتطرفون.
- 17.الرجال العمليون.
- 18. الحركات الجماهيرية النافعة والضارة.
- المرحلة الديناميكية وما يواكبها من فساد وعقم.
- بعض العوامل التي نحدد طول المرحلة النشطة.
- الحركات الجماهيرية النافعة.

## روابط خارجية
- المؤمن الصادق على موقع الموسوعة البريطانية (الإنجليزية)